# 반쪽이네
《반쪽이네》는 2000년 1월 22일부터 4월 29일까지 KBS 2TV에서 방송되었던 가족시트콤이다. 1995년 여성신문에 연재되었던 만화 〈평등부부 반쪽이네 가족일기〉를 원작으로 제작되었다.
다만, 출연진 대다수가 시트콤 첫 출연이었던 점, 작가와 PD 모두 시트콤을 처음 해보는 사람들이어서 그런지 대사나 연기, 장면설정 등이 모두 뭔가 어설픈 구석이 많았다는 지적이 있었고 2000년 3월 초 방영 예정이었으나 전체적인 방송일정 변경 때문에 첫 회가 2000년 1월 22일로 앞당겨져 서둘러서 밤샘 제작을 해야 했다.
결국 10%대 미만의 시청률로 고전을 면치 못했고 3개월 만에 조기종영되는 수모를 당했다.

## 출연진
- 김창완 - 최정현 역
- 정애리 - 변재란 역
- 최양락 - 박상범 역
- 금보라 - 김선희 역
- 신구
- 임하룡 - 황국장 역
- 김래원 - 최정식 역
- 최영완
- 임서연
- 강신조
- 구본영
- 최상진
- 황채린 (아역)
- 최정 (아역)

## 결방
- 2000년 2월 3일 - 설 특선영화 《머니 트레인》 편성[2]
- 2000년 3월 4일 - 공사 창립 특선영화 《포레스트 검프》 편성[3]

## 참고 사항
- 금보라(김선희 역)는 KBS 1TV 태조 왕건에서 견훤의 부인[4] 역을 맡았고 신구는 태조 왕건에서 왕륭 역으로 출연했으며[5] 조연출자 김정민 PD는 태조 왕건의 조연출[6]이었다.